# Jordi Warlop
Jordi Warlop (Diksmuide, 4 giugno 1996) è un ciclista su strada belga che corre per il team Soudal Quick-Step; è attivo in formazioni UCI dal 2018.

## Palmarès

### Strada
- 2015 (EFC-Etixx, una vittoria)

3ª tappa Trois Jours de Cherbourg (Octeville > Octeville)
- 2016 (EFC-Etixx, una vittoria)

1ª tappa Tour de Moselle (Rodemack > Basse-Rentgen)
- 2017 (EFC-L&R-Vulsteke, due vittorie)

2ª tappa Trois Jours de Cherbourg (Querqueville > Octeville)
Heuvelland Classic

#### Altri successi
- 2015 (EFC-Etixx)

Criterium di Kortemark

### Mountain bike
- 2022

CN Belgica Beachrace

## Piazzamenti

### Classiche monumento
- Giro delle Fiandre

2019: 116º
2021: ritirato
2022: ritirato
- Parigi-Roubaix

2025: ritirato

### Competizioni mondiali
- Campionati del mondo

Ponferrada 2014 - In linea Junior: 11º

### Competizioni europee
- Campionati europei

Nyon 2014 - In linea Junior: 2º